# Hagos Gebrhiwet
Hagos Gebrhiwet (ur. 11 maja 1994) – etiopski lekkoatleta specjalizujący się w biegach długich. Brązowy medalista olimpijski igrzysk w Rio de Janeiro w 2016 roku.
Piąty zawodnik mistrzostw świata juniorów młodszych z 2011 w biegu na 3000 metrów. 1 kwietnia 2012 w Carlsbad ustanowił czasem 13:14 rekord świata juniorów w biegu ulicznym na 5 kilometrów. Dwukrotny złoty medalista mistrzostw świata w biegach przełajowych z Bydgoszczy (2013). W tym samym roku sięgnął po srebro w biegu na 5000 metrów podczas mistrzostw świata w Moskwie. Piąty zawodnik biegu na 3000 metrów podczas halowych mistrzostw świata (2014). Rok później sięgnął po złoto mistrzostw świata w przełajach w drużynie seniorów oraz zdobył brąz na mistrzostwach świata w Pekinie na dystansie 5000 metrów.
Rekordy życiowe w biegu na 3000 metrów: stadion – 7:30,36 (10 maja 2013, Doha); hala – 7:32,87 (2 lutego 2013, Boston – były halowy rekord świata juniorów); bieg na 5000 metrów: stadion – 12:36,73 (30 maja 2024, Oslo) 2. wynik w historii światowej lekkoatletyki.

## Osiągnięcia
| Rok  | Impreza                                   | Miejsce         | Konkurencja           | Lokata      | Wynik    |
| ---- | ----------------------------------------- | --------------- | --------------------- | ----------- | -------- |
| 2011 | Mistrzostwa świata juniorów młodszych     | Lille Metropole | bieg na 3000 metrów   | 5. miejsce  | 7:45,11  |
| 2012 | Mistrzostwa Afryki w biegach przełajowych | Kapsztad        | bieg juniorów         | 4. miejsce  | 23:32    |
| 2012 | Igrzyska olimpijskie                      | Londyn          | bieg na 5000 metrów   | 14. miejsce | 13:49,59 |
| 2013 | Mistrzostwa świata w biegach przełajowych | Bydgoszcz       | bieg juniorów         | 1. miejsce  | 21:04    |
| 2013 | Mistrzostwa świata w biegach przełajowych | Bydgoszcz       | drużyna juniorów      | 1. miejsce  |          |
| 2013 | Mistrzostwa świata                        | Moskwa          | bieg na 5000 metrów   | 2. miejsce  | 13:27,26 |
| 2014 | Halowe mistrzostwa świata                 | Sopot           | bieg na 3000 metrów   | 5. miejsce  | 7:56,34  |
| 2015 | Mistrzostwa świata w biegach przełajowych | Guiyang         | bieg seniorów         | 4. miejsce  | 35:15    |
| 2015 | Mistrzostwa świata w biegach przełajowych | Guiyang         | drużyna seniorów      | 1. miejsce  |          |
| 2015 | Mistrzostwa świata                        | Pekin           | bieg na 5000 metrów   | 3. miejsce  | 13:51,86 |
| 2016 | Igrzyska olimpijskie                      | Rio de Janeiro  | bieg na 5000 metrów   | 3. miejsce  | 13:04,35 |
| 2017 | Mistrzostwa świata                        | Londyn          | bieg na 5000 metrów   | eliminacje  | DNS      |
| 2018 | Halowe mistrzostwa świata                 | Birmingham      | bieg na 3000 metrów   | 4. miejsce  | 8:15,76  |
| 2019 | Mistrzostwa świata                        | Doha            | bieg na 10 000 metrów | 9. miejsce  | 27:11,37 |
| 2023 | Mistrzostwa świata                        | Budapeszt       | bieg na 5000 metrów   | 6. miejsce  | 13:12,65 |
| 2023 | Mistrzostwa świata w biegach ulicznych    | Ryga            | bieg na 5 kilometrów  | 1. miejsce  | 12:59    |
| 2024 | Igrzyska afrykańskie                      | Akra            | bieg na 5000 metrów   | 1. miejsce  | 13:38,12 |
| 2024 | Igrzyska olimpijskie                      | Paryż           | bieg na 5000 metrów   | 5. miejsce  | 13:15,32 |